# 滋善宗人
滋善 宗人（しげよし の むねひと）は、平安時代初期から前期にかけての貴族・儒学者。氏姓は西漢人のち滋善宿禰。官位は従五位上・助教。

## 経歴
備中国下道郡出身。若い頃から大学で儒学を学ぶ。大学博士・御船氏主から三礼（『儀礼』『周礼』『礼記』）を学んだ際、一度聞いたことは全て記憶していたことから、氏主は周囲に（宗人は）「後代の礼聖なり」と言ったという。
天長年間に美作博士に任ぜられる。のち、経学に広く通じていたことから、召されて嵯峨上皇に近侍し、承和7年（840年）直講に抜擢された。のち助教に転じて大学助を兼ね、嘉祥3年（850年）外従五位下、斉衡3年（856年）従五位下と叙位を受け、貞観4年（862年）には従五位上に至った。この間の仁寿2年（852年）に滋善宿禰姓を賜与され、本貫を左京に移されている。貞観5年（863年）1月20日卒去。享年64。最終官位は従五位上行助教。

## 人物
性格は沈静である一方、世間の事柄には疎かった。儒者らしく質素であることに努め、宮中に立ち入って公卿大夫と交際するようなことがなかったという。

## 官歴
『六国史』による。
- 天長年間：美作博士
- 承和7年（840年） 日付不詳：直講
- 時期不詳：正六位上。助教。大学助
- 嘉祥3年（850年） 正月7日：外従五位下
- 仁寿2年（852年） 12月9日：西漢人から滋善宿禰に改姓。日付不詳：備中国下道郡から左京に移貫
- 斉衡3年（856年） 正月7日：従五位下（内位）
- 貞観4年（862年） 正月7日：従五位上
- 貞観5年（863年） 正月20日：卒去（従五位上行助教）